# دلتا قنطورس

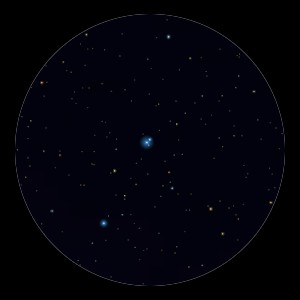
نمایی از «دلتا قنطورس»، روئیت‌شده با دوربین دوچشمی نجومی

دلتا قنطورس یک ستاره است که در صورت فلکی قنطورس قرار دارد.